# Alvin York
Alvin Cullum York (13 de diciembre de 1887 - 2 de septiembre de 1964), también conocido como Sargento York, fue un militar estadounidense, uno de los soldados del Ejército de los Estados Unidos más condecorados de la Primera Guerra Mundial.  Recibió la Medalla de Honor por dirigir un ataque a un nido de ametralladoras alemanas, tomar al menos una ametralladora, matar al menos a 25 soldados enemigos y capturar a 132. La acción por la Medalla de Honor de York ocurrió durante la fase de la Ofensiva de Meuse-Argonne liderada por los Estados Unidos en Francia, que tenía como objetivo romper la línea Hindenburg y forzar a los alemanes a rendirse. Ganó condecoraciones de varios países aliados durante la Primera Guerra Mundial, entre los que se encontraban Francia, Italia y Montenegro.

## Biografía
York nació en una zona rural de Tennessee. Sus padres eran agricultores y su padre además trabajaba como herrero. Los once hijos de los York tuvieron una educación escolar mínima porque ayudaban a mantener a la familia practicando la caza, la pesca y el trabajo como peones. Tras la muerte de su padre, Alvin York ayudó a cuidar de sus hermanos menores y encontró trabajo como herrero. A pesar de ser un asiduo de la iglesia, York también bebía mucho y era propenso a las peleas. Tras una experiencia de conversión en 1914, prometió mejorar y fue devoto de las Iglesias de Cristo en la Unión Cristiana. York fue reclutado durante la Primera Guerra Mundial; inicialmente reclamó el estatus de objetor de conciencia basándose en que su denominación religiosa prohibía la violencia. Persuadido de que su religión no era incompatible con el servicio militar, York se unió a la 82.ª División como soldado de infantería y se fue a Francia en 1918.
En octubre de 1918, como cabo recién ascendido, York fue uno de los diecisiete soldados asignados a infiltrarse en las líneas alemanas y eliminar una posición de ametralladora. Después de que la patrulla estadounidense capturara a un gran grupo de soldados enemigos, el fuego de las armas cortas alemanas mató a seis estadounidenses e hirió a tres. York era el soldado de rango más alto de los que aún podían luchar, así que se hizo cargo. Mientras sus hombres custodiaban a los prisioneros, York atacó la posición de la ametralladora, matando a varios soldados alemanes con su rifle antes de quedarse sin munición. Seis soldados alemanes cargaron contra él con bayonetas y York sacó su pistola y los mató a todos. El oficial alemán responsable de la posición de ametralladora había vaciado su pistola mientras disparaba a York pero no le dio. Este oficial entonces ofreció rendirse y York aceptó. York y sus hombres marcharon de vuelta al puesto de mando de su unidad con más de 130 prisioneros. York fue inmediatamente ascendido a sargento y se le concedió la Cruz por Servicio Distinguido; una investigación dio como resultado la elevación del premio a la Medalla de Honor. La hazaña de York lo convirtió en un héroe nacional y en una celebridad internacional entre las naciones aliadas.
Después del Día del Armisticio, un grupo de empresarios de Tennessee compró una granja para York, su nueva esposa y su creciente familia. Más tarde formó una fundación benéfica para mejorar las oportunidades educativas de los niños de la zona rural de Tennessee. En las décadas de 1930 y 1940 York trabajó como superintendente de proyectos para el Cuerpo Civil de Conservación y dirigió la construcción del embalse del lago Byrd en el Parque Estatal de la Montaña Cumberland, después de lo cual trabajó durante varios años como superintendente del parque. 
En sus últimos años, York vivió encamado por problemas de salud. Murió en Nashville en 1964 y fue enterrado en el cementerio de Wolf River en su ciudad natal de Pall Mall (Tennessee). 

## Apariciones en la cultura popular

### Cine
Una película de 1941 sobre sus hazañas en la Primera Guerra Mundial, Sergeant York, fue la película más taquillera de ese año; Gary Cooper ganó el Óscar al mejor actor por su interpretación de York y se le atribuyó el mérito de mejorar la moral de los Estados Unidos al movilizarse para la acción en la Segunda Guerra Mundial.

### Música
En su canción "82nd All The Way", la banda de power metal sueca Sabaton, dedican el tema al sargento Alvin York, realizando referencias hacia sus hazañas durante la Primera Guerra Mundial, principalmente al evento de la captura de los 132 soldados enemigos.